# Друзиана Сфорца
Друзиана Сфорца (на италиански: Drusiana Sforza; * 30 септември 1437, Фалконара или Анталдо; † 29 юни 1474, Падуа или Сулмона) е италианска благородничка от семейство Сфорца.

## Произход
Тя е извънбрачна, узаконена дъщеря, на Франческо I Сфорца (* 1401, † 1446), 4-ти херцог на Милано (1450 – 1446), и на любовницата му Джована д'Акуапенденте „ла Коломбина“ (*/ † 15 век). Има двама братя и две сестри:
- Поликсена († като малка)
- Поликсена (* 1428, † 1449), господарка на Римини като съпруга на Сиджизмондо Пандолфо Малатеста
- Сфорца (* 1430, † 1433)
- Сфорца Секондо (* 1433 или 1435, † 1491), първи граф на Боргоново (от 1451), генерален губернатор на Парма (през 1483), губернатор на Пиаченца (през 1484), съпруг на Антония дал Верме

Освен това има една полусестра от брака на баща ѝ с Полисена Руфо, шест полубратя и две полусестри от брака му с Бианка Мария Висконти, и тридесет полубратя и полусестри от извънбрачните му връзки.

## Биография
До 1438 г. Друзиана живее заедно с брат си Сфорца Секондо и сестра си Полиkсена във Фермо при майка им, след което израства в двора на баща им. На 16 октомври 1448 г. папа Николай V я узаконява заедно с всичките останали извънбрачни деца на баща ѝ. Мащехата ѝ Бианка Мария Висконти я взима под крилото си.
През 1447 г., на 10-годишна възраст, се омъжва за дожа на Генуа Джано Фрегозо.
През февруари 1449 г. 11-годишната Друзиана се сгодява в Замъка на Павия за неспокойния кондотиер Якопо Пичинино. Тя се среща отново с бъдещия си съпруг след 15 години след безброй преговори, паралелни на еволюцията на властовите отношения между баща ѝ и кондотиера. Двамата сключват брак на 12 август 1464 г. в Милано. Зестрата ѝ е от 25 хил. дуката, а кондотиерът ѝ подарява златен гердан с малък глобус, 22 диаманта и 22 рубина.
След като отива в Неапол, на 26 юни 1465 г. съпругът ѝ Якопо е заловен и удушен в затвора по заповед на краля на Неапол Фердинандо I. Говори се, че свекъра му Франческо Сфорца не е изцяло чужд на идеята и впоследствие Друзиана обвинява баща си. Когато чува новината за залавянето на съпруга си, тя отива в Терамо при чичо си Алесандро Сфорца. През септември тя все още не знае нищо за смъртта на Якопо и настоява баща ѝ да го пусне на свобода.
Бременната Друзиана се укрива при Констанцо I Сфорца в Пезаро, където на 27 юли 1465 г. ражда сина си Джакомо Николо Галеацо.
Когато Бианка Мария Висконти умира и след като активите на Друзиана са конфискувани от новия херцог на Милано Галеацо Мария Сфорца, през март 1469 г. тя, без закрила и имущество, се оттегля в манастира „Св. Августин“ в Милано, откъдето няколко дена по-късно бяга с доведената си дъщеря Габриела. Брат ѝ Сфорца Секондо заедно с Джовани Симонета и с архиепископа на Милано я търси в манастирите на града, но без успех. Преследвана от своя полубрат, който иска да я омъжи повторно за маркиз Спинета Малатеста, Друзиана се укрива в Трецо, след това в Бергамо и накрая в Падуа, докато Габриела е проследена в Боргоново.
Умира в икономически затруднения в Падуа или в Сулмона през 1474 г., вероятно от туберкулоза, на 36-годишна възраст.

## Брак и потомство
Омъжва се два пъти:
∞ 1. 1447 за Джовани „Джано“ ди Кампофрегозо (* 1405, Генуа; † 16 декември 1448, Генуа), 31-ви дож на Република Генуа, съгосподар на Сардзана, Брунято, Сардзанело, Кастелнуово Магра, Санто Стефано ди Магра, Фалчинело и Амеля, граф на Минтурно, от когото няма деца.
∞ 2. 12 август 1464 в Милано за кондотиера Якопо Пичинино (* 1423, Перуджа; † юли 1465, Неапол), маркиз на Боргоново Вал Тидоне, Рипалда, Борго Вал ди Таро и Сомаля, граф на Пелегрино Парменсе, Венафро и Компиано, господар на Кастелвисконти, Кастел'Аркуато, Фиоренцуола д'Ада, Кандия Ломелина, Вилата, Фругароло, Соляно и Сулмона, от когото има един син:
- Джакомо Николо Галеацо Пичинино (* 27 юли 1465, Пезаро; † вер. 1468)